# Gramazie
Gramazie är en kommun i departementet Aude i regionen Occitanien  i södra Frankrike. Kommunen ligger  i kantonen Alaigne som ligger i arrondissementet Limoux. År 2022 hade Gramazie 128 invånare.

## Befolkningsutveckling
Antalet invånare i kommunen Gramazie
Referens: INSEE